# Hebban Debuutprijs
De Hebban Debuutprijs is een aanmoedigingsprijs voor debutanten georganiseerd door lezerscommunity Hebban en werd in 2016 voor het eerst uitgereikt. De Hebban Debuutprijs richt zich op Nederlandstalige literaire fictie en is de enige juryprijs van Nederland en Vlaanderen met een grote invloed van lezers. Een lezersjury bestaande uit meer dan honderd lezers bepaalt de shortlist uit een longlist van vijftien boeken. Een professionele jury bestaande uit boekverkopers en Hebban-redacteuren kiest het beste debuut uit de shortlist van vijf titels. De winnaar wordt in september bekendgemaakt.
In 2016 en 2017 werd ook een aparte Debuutprijs voor beste thriller uitgereikt. Deze prijs werd in 2020 opgevolgd door de Hebban Thrillerprijs.

## Winnaars
- 2016: Lize Spit voor haar boek Het smelt (in 2016 heette de prijs: ‘Hebban Award voor het Beste Debuut’)[3]
  - overige genomineerden: Sandra Bernart met Ik zag Menno, Kim van Kooten met Lieveling, Inge van der Krabben met Tot waar we kijken kunnen, Erik Rozing met De psychiater en het meisje
- 2017: Roxane van Iperen voor haar roman Schuim der aarde[4]
  - overige genomineerden: Katrijn Van Bouwel met De muze en het meisje, Nhung Dam met Duizend vaders, Jente Posthuma met Mensen zonder uitstraling, Femke Schavemaker met Karkas, Berend Sommer met Duchamp, een detective
- 2018: Antoinette Beumer voor haar roman Mijn vader is een vliegtuig[5]
  - overige genomineerden: Sien Volders met Noord, en Herien Wensink met Kleihuid
- 2019: Thomas Rueb voor zijn boek Laura H[6]
  - overige genomineerden: Hannelore Bedert met Lam, Astrid Boonstoppel met Dit is hoe het ging, Samantha Stroombergen met De witte kamer en Carolien Spaans met Doet sneeuw pijn
- 2020: Judith Fanto voor de roman Viktor[7]
  - overige genomineerden: Bianca Boer met Draaidagen, Lucia van den Brink met Niemand zoals hij, Splinter Chabot met Confettiregen en Dido Michielsen met Lichter dan ik
- 2021: Simone Atangana Bekono voor de roman Confrontaties[8]
  - overige genomineerden: Amina Laffet met Zwarte Vijvers, Vincent Kortmann met De tussenzus, Nancy Olthoff met De achtbaantester en Sophie Tak met Phineas' feest
- 2022: Koen Caris met Stenen eten[9]
  - overige genomineerden:  Aisha Dutrieux met Het leven noemen, Janke Reitsma met Niets ontgaat ons, Malou Holshuijsen met Zachtop lachen, Frouke Arns met De gelijktijdigheid der dingen
- 2023: Forugh Karimi met De moeders van Mahipar[10]
  - overige genomineerden: Barbara van der Kruk met Het wit tussen de regels, Gijs Wilbrink met De beesten, Ilse Ceulemans met De tijdontkenner en Mark H. Stokmans met Land van echo's[11]
- 2024: Maud Vanhauwaert met Tosca[12]
  - overige genomineerde: Ramy El-Dardiry met Tussen morgenzee en avondland, Inez de Goede met Droomhuis, Valentijn de Heer met Beste mevrouw Eva en Maral Noshad Sharifi met Citroeninkt.

### Thriller Debuutprijs
- 2016: Wouter Helders voor Machtsstrijd[13]
- 2017: Frederik Baas voor Dagboek uit de rivier[14]